# Avira
Avira GmbH este o companie de software antivirus, cu sediul principal la Tettnang, Germania.

## Vezi și
- Listă de companii dezvoltatoare de produse software antivirus comerciale